# Чемпионат мира по трековым велогонкам 2020
Чемпионат мира по трековым велогонкам 2020 года прошёл с 26 февраля по 1 марта в Берлине (Германия) на велотреке Velodrom
Было разыграно 19 комплектов медалей — 10 среди мужчин и 9 среди женщин.